# Amy York Rubin
Pour les articles homonymes, voir York et Rubin.
Amy York Rubin est une réalisatrice, actrice, scénariste et productrice américaine.

## Biographie

### Vie privée
Amy York Rubin est ouvertement lesbienne.

## Filmographie

### Comme réalisatrice
- 2013 : Sarah Silverman's Indecent Proposal (court métrage)
- 2013 : Little Horribles (court métrage)
- 2013 : Little Horribles (série télévisée) (4 épisodes)
- 2014 : Amy Schumer's Tullips Fragrance (court métrage)
- 2014 : The Program (série télévisée) (2 épisodes)
- 2015 : Notary Publix (série télévisée)
- 2015 : CollegeHumor Originals (série télévisée) (1 épisode)
- 2016-2017 : Foursome (en) (série télévisée) (11 épisodes)
- 2017 : Casual (série télévisée) (2 épisodes)
- 2017 : I'm Sorry (série télévisée) (3 épisodes)
- 2017 : SMILF (série télévisée) (2 épisodes)
- 2018 : The Mick (série télévisée) (1 épisode)
- 2018 : Fresh Off the Boat (série télévisée) (1 épisode)
- 2018 : Grown-ish (série télévisée) (1 épisode)
- 2018 : Alone Together (série télévisée) (1 épisode)
- 2018 : Dietland (série télévisée) (2 épisodes)
- 2018 : Wrecked (série télévisée) (1 épisode)

### Comme actrice
- 2013 : GQ: How to Be a Man (court métrage)
- 2013 : Little Horribles (série télévisée) : Amy (7 épisodes)
- 2015 : Looking (série télévisée) : Meredith (3 épisodes)
- 2017 : Pillow Talk (série télévisée) : Kathleen

### Comme scénariste
- 2013 : Little Horribles (court métrage)
- 2013 : Little Horribles (série télévisée) (7 épisodes)

### Comme productrice
- 2013 : GQ: How to Be a Man (court métrage) : productrice
- 2013 : Little Horribles (série télévisée) (5 épisodes) : productrice exécutive
- 2016 : Foursome (en) (série télévisée) (2 épisodes) : productrice exécutive